# Louis Calaferte
Louis Calaferte (Torino, 14 luglio 1928 – Digione, 2 maggio 1994) è stato uno scrittore italiano naturalizzato francese.

## Biografia
Louis Calaferte nasce a Torino il 14 luglio 1928.
Emigrato giovanissimo in Francia, prima a Lione e poi a Parigi, compie gli studi da autodidatta e, notato dallo scrittore Joseph Kessel e dall'editore  René Julliard, esordisce nel 1952 con il romanzo Requiem des innocents che riscuote un buon successo bissato l'anno seguente con la seconda opera Partage des vivants.
Impiega 5 anni per terminare la sua terza fatica, Settentrione, summa autobiografica del suo pensiero, che, uscito nel 1963, viene ritirato per oscenità e ripubblicato solo nel 1984 e tradotto in italiano nel 2006.
Impiegato presso l'Office de Radiodiffusion Télévision Française fino al 1974, nel corso della sua carriera si dedica anche al teatro, alla saggistica e alla poesia e riceve nel 1992 il Grand Prix national des lettres.
Muore a 65 anni il 2 maggio 1994 a Digione.

## Opere tradotte in italiano
- La meccanica delle donne (La mécanique des femmes, 1992), Milano, ES, 1994 traduzione di Giulio Coppi ISBN 88-85357-82-2.
- Settentrione[6] (Septentrion, 1963), Vicenza, Neri Pozza, 2006 traduzione di Francesco Bruno ISBN 88-545-0137-9.

## Filmografia
- Mon Bel Amour, regia di José Pinheiro (1987) (sceneggiatura)
- La Mécanique des femmes, regia di Jérôme de Missolz (2000) (soggetto)

## Premi e riconoscimenti
- Prix de la nouvelle: 1987 per Promenade dans un parc
- Grand Prix national des lettres: 1992